# Hopkins (Missouri)
Hopkins è una città degli Stati Uniti d'America, nella contea di Nodaway, nello Stato del Missouri.

## Geografia fisica
Secondo lo United States Census Bureau, la città ha una superficie totale di 1,86 km².

## Storia
Hopkins è stata fondata nel 1872 e prende il nome da AL Hopkins dirigente della linea ferroviaria Kansas City, St. Joseph and Council Bluffs Railroad. La ferrovia in seguito divenne il Chicago, Burlington and Quincy Railroad e, infine, Burlington Northern Railroad; nel 1983 la linea ferrata venne dismessa.
Nella prima metà del XX secolo, il Ranch del Rayo era il più grande ranch nello Stato del Missouri.